# Osocor, o Velho
Osocor I (em grego clássico: Οσοχωρ; romaniz.: Osochor) ou Osorcom (em egípcio: Osorkon) foi um faraó de origem líbia do Terceiro Período Intermediário que reinou de 984 a 978 a.C.